# Hugon Bahrke
Hugon Bahrke – polski działacz narodowy na Mazurach, redaktor, brat Karola Bahrkego.

## Życiorys
W 1900 objął redakcję ełckiej Gazety Ludowej, po Gustawie Pawle Neuhausie-Nowodworskim, przywracając pismu charakter, jaki miało za wcześniejszej redakcji Karola Bahrkego. Zwracał uwagę na niedostatek i biedę mieszkańców Mazur. Radykalizm jego artykułów zwrócił uwagę władz pruskich, które nękały go pozwami sądowymi. Za artykuł W górę serca otrzymał grzywnę w wysokości sześciuset marek i dwa miesiące więzienia. Jesienią 1900 oskarżono go o obrazę munduru wojskowego, za co skazano go na sześć tygodni pozbawienia wolności. Do sądu doprowadzano go z aresztu, gdyż odbywał już wcześniejsze kary. W więzieniu trudnił się wyplataniem sieci rybackich. Po zakończeniu kar (łącznie miał 6 procesów sądowych i 18 miesięcy więzienia) i poddaniu się kuracji medycznej przeniósł siedzibę redakcji do Szczytna, gdzie gazeta upadła w 1902. Przeprowadził się wówczas do Berlina, skąd zajmował się śledzeniem życia mazurskiego.
Po odzyskaniu przez Polskę niepodległości przeniósł się do Poznania, gdzie znalazł zatrudnienie w Naczelnej Radzie Ludowej, współpracując z Bogumiłem Labuszem. Słał liczne korespondencje do wydawanego w Szczytnie Mazura. Był członkiem Komitetu Plebiscytowego. Redagował Kalendarz Mazurski na rok 1920. Wydał trzy broszury:
- Skąd pochodzą Mazurzy i jak im się wiodło w czasach dawniejszych (1920),
- Mazurzy, chceta zostać Niemcami? (1920) / Masuren germanisch? (1920),
- Walka o Mazowsze Pruskie (1931)[3].

Po rozpoczęciu niemieckiej okupacji uszedł niemieckiemu patrolowi w Poznaniu, ale wkrótce zmarł. Historia jego ostatnich lat nie jest znana.